# Zumba

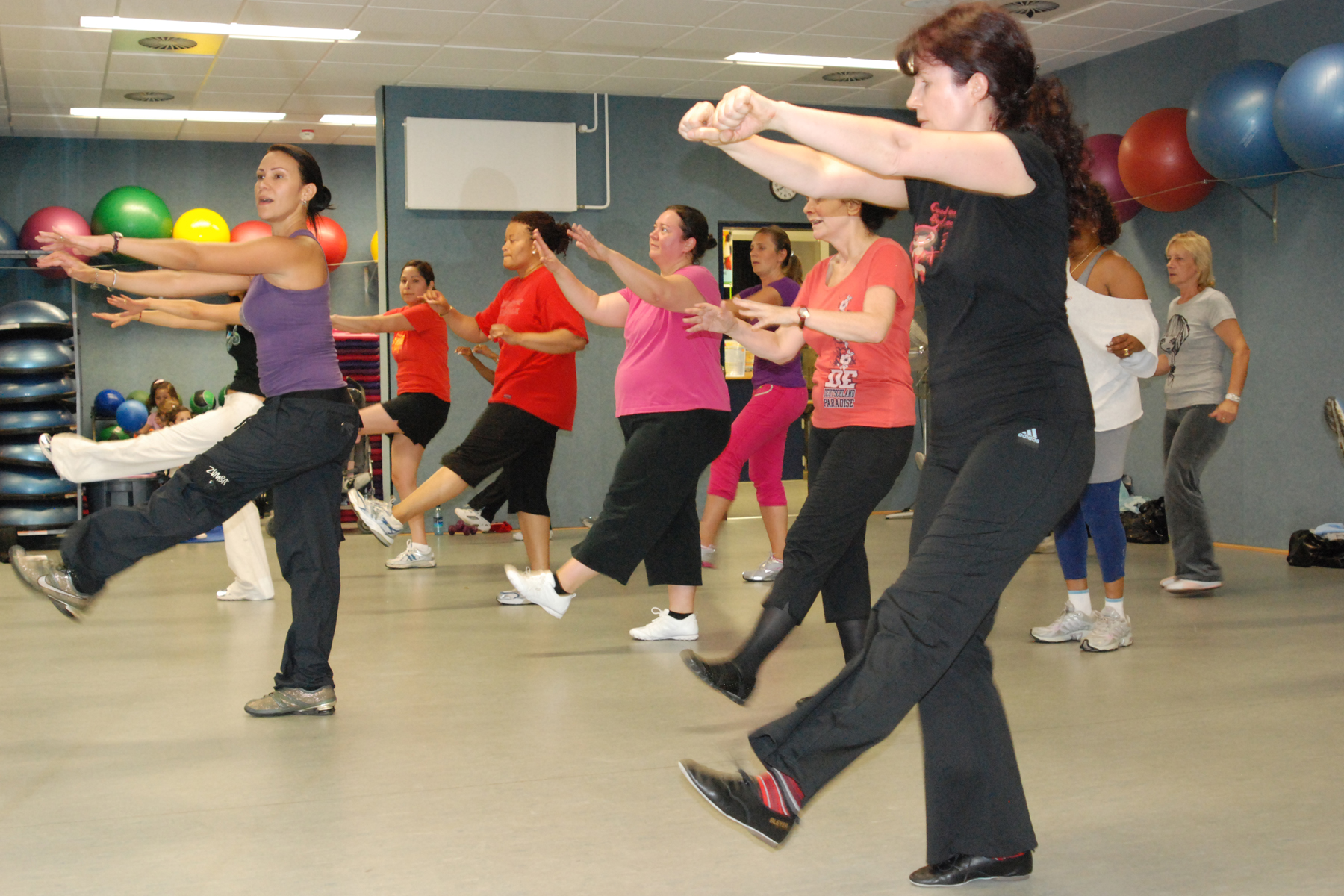
Oktató vezette zumbaedzés egy fitneszközpontban

A zumba Kolumbiából származó, könnyen elsajátítható, latin ritmusokra épülő tánc, mely fitneszprogram is egyben. A mozdulatok aerobik és különböző táncok lépéseiből tevődnek össze. Olyan ismert táncok alaplépéseit tartalmazza, mint a salsa, merengue, cumbia, flamenco, calypso, reggaetón és a hastánc.

## Története
Az 1990-es évek közepétől terjedt el, először Kolumbia Cali nevű városban. Beto Perez latin tánc oktató nevéhez fűződik.
A szó a 'zumbear' igéből származik, egy kolumbiai szleng, jelentése: gyorsan mozogni, és szórakozni. Más latin nyelveken is bulit, partyt jelent.

## Típusai
2009-ben különböző speciális óratípusokat fejlesztettek ki, attól függően, hogy kinek ajánlják a gyakorlatokat. A zumba gold az aktív idős korosztály részére lett kifejlesztve. A zumba toning egy olyan változat, ahol súlyzók segítségét is igénybe veszik a mozgás során. A zumbatomic a 4-12 éves korosztálynak lett kifejlesztve, ahol a gyerekek vicces koreográfiát tanulnak meg, és spanyol szókincsük is bővül. Az aqua zumba a vízben történő aqua fitness mozdulatok elsajátítását jelenti.
- Zumba Toning egyesíti a célzott testformáló gyakorlatokat a latin zene inspirálta Zumba mozdulatokkal. Az edzés Toning súlyokkal történik. A Zumba Toning tökéletes a test formálásához, 75% alakformálásból és 25% táncból áll. Tánc, erősítés, Zumba súlyzó. Ez aztán az igazi élmény.
- Zumba Gold a legnagyobb mértékben elterjedt Zumba edzés. A Zumba mozdulatokat aktív, idősebb résztvevők számára is követhetővé egyszerűsíti. Ez a megfelelő választás a kezdők számára. Megtalálhatóak itt is a latin zene, a cumbia, a salsa, a könnyen megtanulható mozdulatok és a parti hangulat! Az idősebb korosztálynak is tökéletes.
- Aqua Zumba egy hangulatos medence parti. Ez a stílus egyesíti a klasszikus zumbát a vízi fitness stílusával. Ez egy biztonságos, de kihivásokkal teli vízi edzés, ami megdolgoztatja a szívet, formálja a testet.
- Zumbatomic a gyerekek számára kifejlesztett Zumba edzés. Javítja a gyerekek koncentrációs képességét és mozgás koordinációját, önbizalmat ad és fokozza az anyagcserét. Ez egy fergeteges családi szórakozás.
- Zumba Sentao edzés fokozza a fitness parti izgalmát. A szék alapú koreográfiák sorozata egy teljesen új módszere az erősítésnek, mégis szórakoztat. Javítja az egyensúlyt és stabilizálja a törzset kardio gyakorlatok sorozatával.
- Zumba Arana a híres argentin telenovella színészről elnevezett stílus, főleg Dél-Amerikában ismert. Kevesen tudják, de Facundo Arana óriási rajongója a sportnak, Buenos Airesben 2009-ben nyitott egy Zumba stúdiót is. A stílus az argentin tangót és a forró latinos zenéket ötvözi egy könnyen megtanulható formában.